# 纳伦德拉纳加尔
纳伦德拉纳加尔（Narendra Nagar），是印度北阿坎德邦Tehri Garhwal县的一个城镇。总人口4796（2001年）。

## 人口
该地2001年总人口4796人，其中男性2844人，女性1952人；0—6岁人口524人，其中男293人，女231人；识字率81.51%，其中男性为86.32%，女性为74.49%。